# Sintetizador de frecuencia
Un sintetizador de frecuencia es un instrumento que a partir de una frecuencia de referencia permite obtener un conjunto discreto de frecuencias, tratando de mantener en todos los casos las características de estabilidad de la frecuencia de referencia. La frecuencia de referencia puede ser suministrada por un oscilador a base de cristal de cuarzo bien interno o externo de superiores características, como  uno a base de cristal calentado electricamente de alta estabilidad, un oscilador controlado por GPS o un oscilador atómico.

## Síntesis de frecuencia
Los osciladores de circuitos LC (osciladores LC) y a cristal de cuarzo presentan ventajas y desventajas. Para los osciladores LC, existe la posibilidad de variar la frecuencia pero con muy poca estabilidad de esta, en cambio los osciladores a cristal de cuarzo presentan una muy buena estabilidad en frecuencia pero muy poca variabilidad de la misma, por ejemplo al momento de la modulación en frecuencia. Para tener buena estabilidad de frecuencia y también la posibilidad de tener saltos controlados, se desarrollaron los sintetizadores de frecuencia. Estos pueden ser uno o más osciladores conectados de forma conveniente. Mediante los sintetizadores de frecuencia podemos lograr síntesis de frecuencia de manera  directa e indirecta.

## Clasificación

### Sintetizador directo
Es un sistema que genera las frecuencias de salida sobre la base de las cuatro operaciones aritméticas fundamentales, utilizando circuitos mezcladores (+ y -).

### Sintetizador indirecto
Utiliza uno o más osciladores controlados por tensión (OCT o VCO: Voltage controlled oscillator) en lazos enclavados en fase (PLL: Phase locked loop), para mantenerlos enganchados con la frecuencia de referencia.

## Síntesis de frecuencia directa
La síntesis de frecuencia Directa consiste en efectuar con una o más señales de frecuencia estables, operaciones matemáticas (sumas, restas, multiplicaciones y divisiones) a fin de obtener en la salida una señal cuya frecuencia sea la deseada. Este método tiene la ventaja de que si el oscilador base es un oscilador muy estable, también lo serán las distintas frecuencias de salida, otra ventaja que permite obtener una resolución muy fina, dependiendo esto del uso que se le dará.
Como se ve se utilizan dos osciladores controlados con una serie de cristales intercambiables, la frecuencia de oscilación a la salida de estos dos osciladores se aplican a un mezclador balanceado. La salida del mezclador contiene la componente suma y resta de las dos frecuencias de entrada, mediante un filtro (sintonizado a la suma o diferencia) se selecciona la suma o la diferencia. Otra alternativa sería la siguiente.

## Síntesis de frecuencia indirecta- PLL (Phase Locked Loop)

### Circuitos de fase fija
Los circuitos de fase dinámica son de gran uso en los sistemas de comunicaciones, cumpliendo distintas funciones como: generación de frecuencias, modulación, demodulación, etc. Se utilizan en etapas receptoras y transmisoras, ya sea para modulación analógica o digital. Con el avance de la tecnología en la actualidad se dispone de gran número de circuitos integrados y módulos que permiten realizar circuitos de fase fija de pequeño tamaño, gran confiabilidad y bajo costo.
En los últimos años los PLL adquirieron gran desarrollo, los que por su simplicidad y costo han visto generalizado uso, en la actualidad es el método más popular en la generación sintetizada de frecuencias. Este circuito nos permite, mediante una señal generada internamente (referencia), controlar un lazo o bucle (PLL) y obtener en la salida una señal cuya estabilidad en frecuencia depende de la estabilidad de la señal de control o referencia. También nos permite obtener una variación discreta de la frecuencia de salida, donde el rango y la resolución dependen de la red divisora y del valor de la frecuencia de referencia que ingrese al comparador de fase.
A los PLL se los puede clasificar de acuerdo a su composición y a su forma de funcionamiento, esta clasificación es la siguiente:
1. LPLL ( PLL lineal )
2. DPLL ( PLL Digital)
3. ADPLL (PLL Totalmente digital )
4. SPLL ( PLL Software )

Los primeros PLL que aparecieron fueron los lineales(LPLL), en estos todos los bloques se constituyen mediante circuitos analógicos, en este caso el comparador de fase podría ser un multiplicador de cuatro cuadrantes. Posteriormente los PLL fueron lentamente cambiando hacia los PLL digitales (DPLL), es este caso

## Otras lecturas
- Ulrich L. Rohde "Digital PLL Frequency Synthesizers – Theory and Design ", Prentice-Hall, Inc. Englewood Cliffs, NJ, enero de 1983

- Ulrich L. Rohde " Microwave and Wireless Synthesizers: Theory and Design ", John Wiley & Sons, agosto de 1997, ISBN 0-471-52019-5